# Hudömsning

Hudömsning av en cikada i snabbvisning. Hela processen varar i ungefär två timmar.

Hudömsning är en hormonstyrd biologisk process hos medlemmar av överstammen Ecdysozoa samt hos reptiler (Reptilia). Under processen avlägsnas hudens döda yttersta lager.
Hos dessa djur kan det yttersta kroppshölje inte anpassa sig efter individens ökande storlek. Den ersätts därför med jämna mellanrum med ett nytt hölje som bildas under det gamla. Det nya skalet blir snabb hård och ger samma skydd som det gamla. Under den korta tiden är individen utsatt för hot från fiender.
Hos insekter sker ofta samtidig med hudömsningen en metamorfos. Spindeldjur kläcks redan fullständig ur ägget och de genomgår ingen metamorfos men de blir könsmogna vid sista hudömsningen. Larver av spindeldjur som förlorade en eller flera extremiteter kan delvis återskapa de vid hudömsningen. För att regenerera hela extremiteten behövs flera hudömsningar.

## Bilder

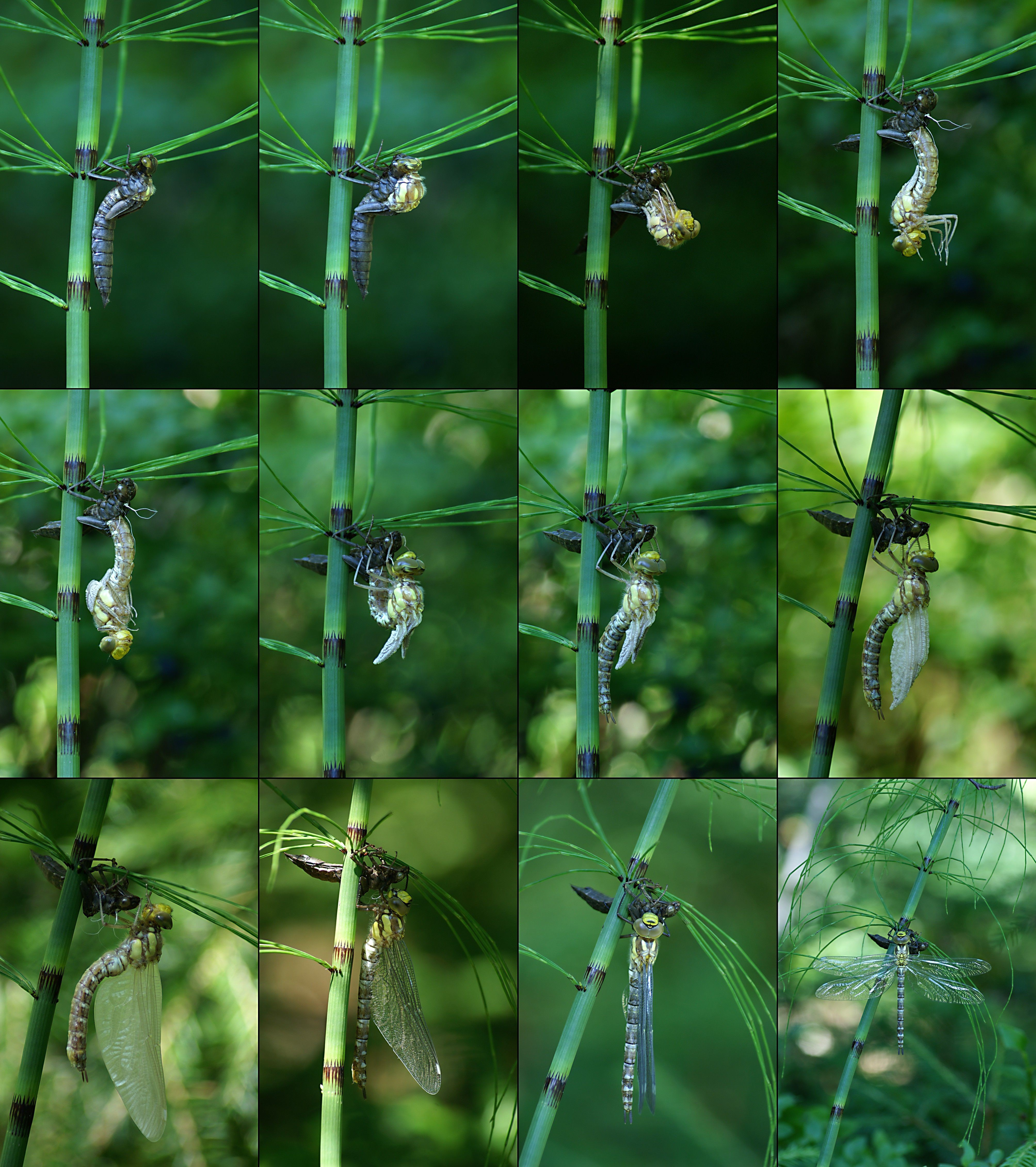
Hudömsning av en blågrön mosaiktrollslända
Hudömsning av en fågelspindel (här Acanthoscurria geniculata)
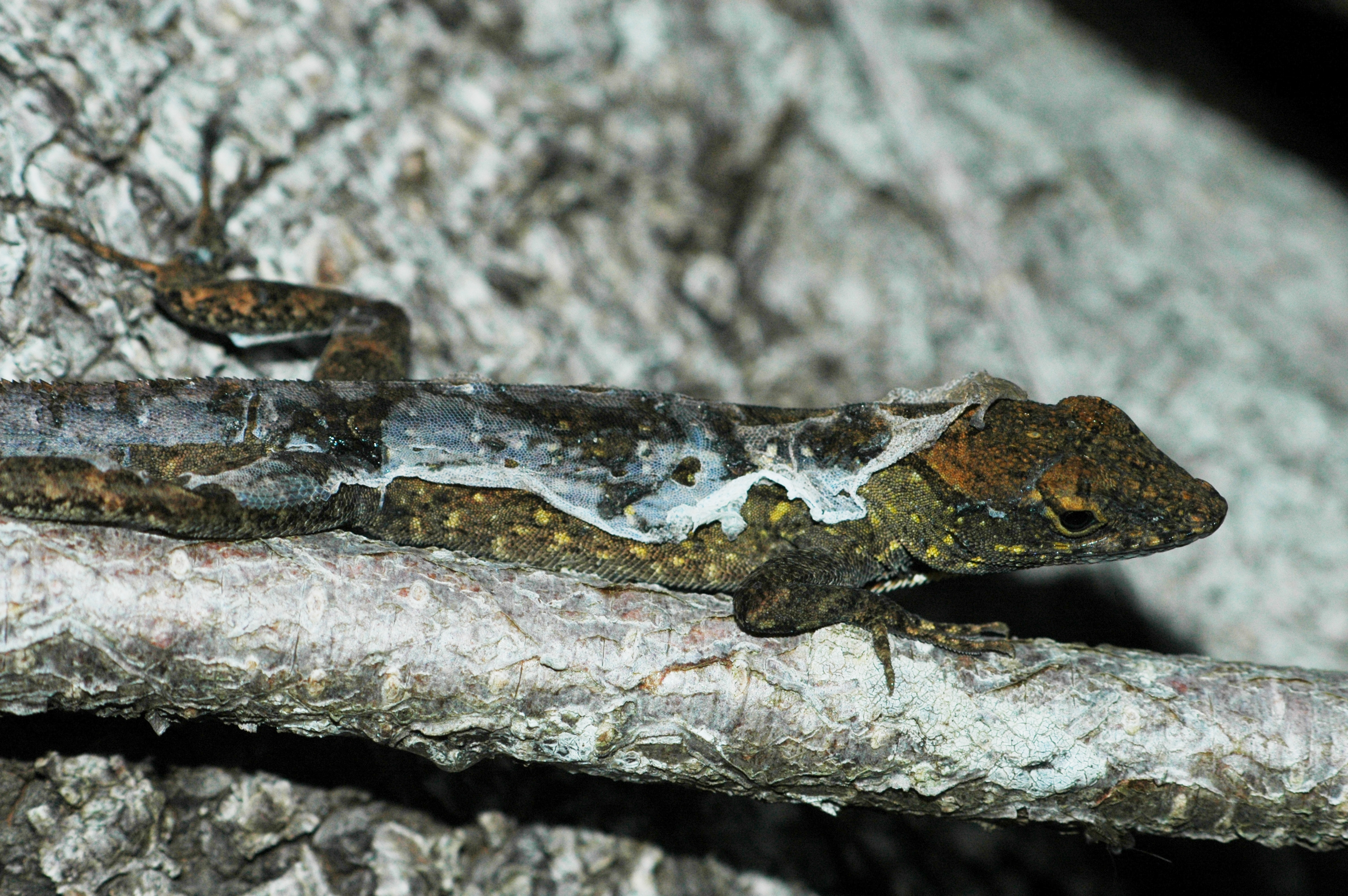
Hudömsning av en reptil från släktet anolisar (här Anolis sagrei)